# Liste der Kulturgüter in Celerina/Schlarigna
Die Liste der Kulturgüter in Celerina/Schlarigna enthält alle Objekte in der Gemeinde Celerina/Schlarigna im Kanton Graubünden, die gemäss der Haager Konvention zum Schutz von Kulturgut bei bewaffneten Konflikten, dem Bundesgesetz vom 20. Juni 2014 über den Schutz der Kulturgüter bei bewaffneten Konflikten sowie der Verordnung vom 29. Oktober 2014 über den Schutz der Kulturgüter bei bewaffneten Konflikten unter Schutz stehen.
Objekte der Kategorien A und B sind vollständig in der Liste enthalten, Objekte der Kategorie C fehlen zurzeit (Stand: 13. Oktober 2021).

## Kulturgüter
| Foto |                                                                             | Objekt                                                                                         | Kat. | Typ | Standort                             | Beschreibung |
| ---- | --------------------------------------------------------------------------- | ---------------------------------------------------------------------------------------------- | ---- | --- | ------------------------------------ | ------------ |
| ja   | Datei hochladen · Wikidata zu San Gian (Celerina) (Q2219585)                | Reformierte Kirche San Gian und Umgebung / Baselgia refurmeda San Gian e conturn KGS-Nr.: 2912 | A    | G   | Via San Gian 23 786550 / 154220      |              |
| ja   | Datei hochladen · Wikidata zu Bel Taimpel (Q815078)                         | Reformierte Kirche, Bel Taimpel / Baselgia refurmeda, Bel Taimpel KGS-Nr.: 2913                | B    | G   | Cuort Tschat 16, 16a 785804 / 154216 |              |
| ja   | Datei hochladen · Wikidata zu Reformierte Kirche Celerina Crasta (Q2136852) | Reformierte Kirche Celerina Crasta / Baselgia refurmeda Celerina Crasta KGS-Nr.: 2914          | B    | G   | Via Maistra 54 785489 / 153920       |              |
| BW   | Datei hochladen · Wikidata zu Haus Las Lavinatschas (Q29784617)             | Haus Las Lavinatschas / Chesa Las Lavinatschas KGS-Nr.: 10728                                  | B    | G   | Via Maistra 8 785264 / 153665        |              |
| BW   | Datei hochladen · Wikidata zu Haus Windegg (Q29784618)                      | Haus Windegg / Chesa Windegg KGS-Nr.: 10730                                                    | B    | G   | Via Maistra 121 785925 / 154399      |              |